# El Gattopardo
El Gattopardo, o El Guepard (títol original, en italià, Il Gattopardo) és l'única novel·la de l'escriptor i aristòcrata italià Giuseppe Tomasi di Lampedusa, apareguda l'any 1958 a títol pòstum i premiada amb el Premi Strega l'any següent.
Tomasi di Lampedusa hi descriu alguns episodis de la vida de Fabrizio Salina, un príncep sicilià, en el context de les turbulències revolucionàries italianes del Risorgimento, que el porten a descriure el caràcter sicilià i les peculiaritats de Sicília al llarg de la història, i la seva interpretació de la transició entre un ordre antic i un nou ordre.
L'autor s'inspirà en Giulio Fabrizio di Lampedusa, el seu besavi, per crear el personatge de don Fabrizio. Les armes d'aquest patriarca eren un lleó lleopardat (és a dir, el lleó de perfil, lleó passant, com un lleopard, a diferència del lleó rampant), que l'autor va transformar en guepard «dansant» a la seva obra.
L'autor va declarar que les reflexions del príncep Salina sobre la societat eren en realitat les seves. En apropar-se les celebracions del centenari de la unificació italiana, l'autor volia parlar de l'oportunisme que segons ell havia caracteritzat l'època, ben lluny de l'entusiasme que presentava la historiografia oficial italiana. De vegades presentada com una novel·la «reaccionària», aquesta obra és en realitat molt crítica sobre les elits tradicionals. Planteja la dicotomia entre un món que s'acaba i és tot aparença i un aparentment nou que només canvia noms però roman amb la mateixa moralitat.

## Context històric
La novel·la s'inicia el 12 de maig de 1860, al mig del curt regnat de Francesc II de les Dues Sicílies, que acabava de succeir el seu pare Ferran II, mort un any abans (a 49 anys). Aquell mes de maig marca també el començament de l'Expedició dels Mil, comandada per Garibaldi, que va desembarcar l'11 de maig a Marsala (Sicília) i en tres setmanes va aconseguir el domini de l'illa.
El manuscrit de la novel·la va ser rebutjat per les editorials Einaudi i Mondadori, i la novel·la va ser publicada pòstumament el 1958, quan Elena Croce va enviar-la a l'escriptor Giorgio Bassani, que la va fer publicar a l'editorial Feltrinelli.

## Argument

### Primera part: 12 i 13 de maig de 1860
Entre dos resos del rosari, la primera part ressegueix 24 hores de la vida del príncep Salina; la revolució garibaldina irromp en la quotidianitat d'aquesta família aristocràtica. S'anuncia el desembarcament dels piemontesos el dia abans. Tancredi, nebot i pupil molt estimat del príncep, s'uneix a les tropes revolucionàries després d'haver revelat el seu propòsit al seu oncle; ell i el príncep parlen dels esdeveniments polítics. Tancredi pronuncia la famosa frase «perquè tot quedi com abans, cal que tot canvïi», i argumenta que sumar-se a la revolució és la manera d'evitar que vingui la república, cosa que seria pitjor per a la seva classe social. Després d'uns dubtes inicials, i de parlar amb el seu administrador i el seu capellà, el príncep es convenç de la idea, i pensa que no hi haurà res més que un simple intercanvi de dinasties reials (dels Borbons als Savoia) i potser el traspàs del veritable poder econòmic a la puixant burgesia.

### Segona part: agost 1860
Com tots els estius, la família Salina abandona el seu palau principal de Palerm per anar a la seva residència de Donnafugata. És l'ocasió d'una descripció de Sicília i de l'aridesa del seu clima en aquest final d'estiu. Les autoritats locals acullen la família principesca amb la cerimònia de costum, cosa que conforta el príncep en la idea que res no ha canviat malgrat que, al primer rang de les autoritats, don Calogero Sedara exhibeix la flamant banda tricolor d'alcalde. En el curs del sopar ofert pel príncep, la filla de l'alcalde, Angelica, altera tots els convidats per la seva bellesa, i Tancredi comença a festejar-la, trencant les esperances de Concetta, una de les filles del príncep i cosina seva, que n'està enamorada.

### Tercera part: octubre 1860
La ruralia de Donnafugata permet al príncep Salina de consagrar-se a partides de caça en la tardor naixent. Durant una d'elles, el príncep conversa amb Don Ciccio Tumeo sobre les convulsions polítiques d'Itàlia i l'interroga sobre don Calogero Sedara, ja que Tancredi ha demanat al príncep que demani a Sedàra la mà d'Angelica. Aquesta partida de caça barreja amb talent la Història i la història. A la tarda, a la petició de mà, Sedàra anuncia la dot que donarà a la seva filla i el príncep es convenç que Tancredi farà un bon matrimoni, ja que no té patrimoni personal. Com la primera part, aquesta es desenrotlla en 24 hores però amb un parell de flash-backs.

### Quarta part: novembre 1860
El major tracte continuat entre el príncep i Sedàra els dona ocasió per apreciar millor les diferències de classe, i els avantatges d'una i altra manera de fer les coses. Tancredi arriba com a oficial del nou exèrcit reial, junt amb un company d'armes que està enamorat de Concetta, però aquesta no li fa cas. Angelica acut regularment al palau dels Salina. El desig de la jove parella es tradueix en carreres interminables pels racons més misteriosos del palau. La nova Itàlia envia el cavaller Aimone Chevalley de Monterzuolo, un funcionari piemontès, per convèncer el príncep Salina que accepti el nomenament de senador. Aquest el rebutja, però aconsella el nomenament de don Calogero. Aquestes converses mostren el desencís del príncep per la impossibilitat de canviar Sicília i el caràcter sicilià. La vinguda de Chevalley permet també de mostrar Sicília a un estranger, procés que du a terme Tancredi.

### Cinquena part: febrer 1861
El pare Pirrone torna al seu poble natal de San Cono. Esdevé el protagonista d'aquesta part. S'exposa la seva opinió política sobre la nova Itàlia, i fa una anàlisi de les classes socials. Abans de marxar, el pare Pirrone arregla el matrimoni de la seva neboda Angelina, embarassada, amb el seu nebot Santino Pirrone, arreglant de pas uns antics litigis per herències. Aquest matrimoni estableix un paral·lelisme amb el de la intriga principal (Angelica/Tancredi).

### Sisena part: novembre 1862
La família Salina acut al ball dels Ponteleone. És l'ocasió de presentar Angelica a la societat palermitana. El príncep, molest per les distraccions fútils dels convidats, s'aïlla a la biblioteca del palau, on reflexiona sobre el seu declivi personal i el de la seva classe aristocràtica, i fins sobre la seva mort. Però Angelica entra per demanar-li que li concedeixi un vals i el príncep oblida temporalment els seus pensaments funestos. És en aquest moment en què es suggereix perquè el príncep ha no només acceptat sinó facilitat el matrimoni del seu nebot amb Angelica, l'extracció plebea de la qual ha estat àmpliament exposada anteriorment: ell experimenta un sentiment no manifestat per Angelica que reprimeix tot fent-lo real per mitjà d'altri i justificant aquest matrimoni pels alts i baixos polítics. En el moment del retorn cap a la casa, que el príncep escull de fer a peu, les estrelles són l'ocasió de trobar el seu sentiment de solitud.
Si es considera l'hora del retorn del príncep (6 hores del matí), l'hora d'arribada al ball (22 h 30) i el temps des preparar-hi, aquesta part dura aproximadament una mitja jornada, com la següent.

### Setena part: juliol 1883
21 anys després del ball, el príncep torna d'un viatge a Nàpols on s'és retut per una visita mèdica. Un malestar l'impedeix de tornar a casa i ha d'aturar-se a l'hotel Trinacria, on mor, enmig de reflexions de conjunt sobre la seva vida.
Aquesta part dura una mitja jornada.

### Vuitena part: maig 1910
Retorn al palau dels Salina força anys després de la mort del príncep, i tres anys després de la mort de Tancredi. Es constata que Angelica, ja vídua, segueix essent una persona influent. En canvi, les tres filles, Concetta, Caterina i Carolina, no s'han arribat a casar mai, i s'han convertit en unes beates. Una d'elles (Carolina) col·lecciona unes relíquies que el cardenal de Palerm fa analitzar. L'ensorrament és total: aquestes relíquies són gairebé totes falses, i per una carta d'Angelica, Concetta descobreix que ha odiat Tancredi tota la vida per una ximpleria i un malentès. Com a símbol de la fi de l'últim dels Salina, Concetta llença per la finestra el gos dissecat, que tan estimà el seu pare; el gos queda reduït a pols.

## Personatges

### Personatges principals
- Don Fabrizio Corbera, príncep de Salina (el Guepard). Veu l'aristocràcia enfonsar-se però no fa res per oposar-s'hi. Un personatge lúcid i clarivident, esquinçat entra la despreocupació siciliana del seu pare i l'orgull fred de la seva mare alemanya. A part del pes del seu nom i la seva casa, només es pot distingir per la seva superioritat intel·lectual: ha rebut nombroses distincions pels seus descobriments en astronomia i en matemàtiques, que li donen la impressió il·lusòria de dominar encara el món -ha descobert dos petits planetes, inalterables a l'imaginari poètic, que bateja amb els noms de Salina i de Svelto, un dels seus gossos de caça.

- Tancredi Falconeri, nebot de don Fabrizio, que esdevingué el seu tutor en quedar-se orfe. Noble arruïnat pels malbarataments del seu pare, participa en la revolució garibaldina però a continuació s'enrola en l'exèrcit regular. D'un caràcter alegre i ple d'encant, es beneficia del suport del seu oncle. Segons Tancredi, «perquè tot quedi com abans, cal que tot canvïi», idea que el portarà a seguir els esdeveniments amb la finalitat de conservar els avantatges de la seva classe. No té doncs res d'un noble romàntic, fidel a una causa perduda (la dels Borbó) i a una tradició aristocràtica: ell es suma a la causa liberal per ambició. Voluntariós i seductor, fa un matrimoni avantatjós amb Angelica, la bellíssima filla de l'alcalde rural. Encarna l'ardor de viure sense deixar-se entorpir pel passat.

- Don Calogero Sedàra. És l'alcalde del poble de Donnafugata, situat sobre les terres del príncep i on la família Salina estiueja cada any. Sedàra representa l'ascens de les forces noves. Avar, arribista i nou ric, intel·ligent però sense cultura ni distinció, aparta tot el que li fa nosa en el camí de la seva ascensió política i social. Casat amb donna Bastiana, una criatura superba, però «animal», hom sospita que va fer assassinar el pare d'aquesta, Peppe Giunta, un mitger del príncep, sobrenomenat, en raó de la seva extrema brutor, «Peppe 'Mmerda». Jutja ingenus els aristòcrates, que considera com ovelles a tondre, però descobreix els avantatges de la bona educació en tractar més assíduament el príncep Salina. S'alegra de l'ascensió social que permetrà l'aliança de la seva família amb la dels Falconeri, que veu com un bon negoci. Busca integrar-se a l'aristocràcia fins al punt d'intentar fer creure que és baró del Biscotto.

- Angelica Sedàra. És la filla de don Calogero Sedàra i de donna Bastiana. Angelica és d'una bellesa esclatant però d'una «gràcia vulgar». Arribada d'una estada de quatre anys a un col·legi de Florència, té pretensions de distinció, però els seus orígens rústics la traeixen, per exemple quan menja la seva sopa amb la cullera «sòlidament agafada a mig mànec» en el moment del sopar al palau dels Salina. Es casa amb Tancredi per interès, segons el príncep Salina («És una jove noieta com les altres, que vol fer un bonic matrimoni; potser fins i tot és un poc enamorada de el nostre Tancredi…» diu). La sensualitat i la bellesa animal del personatge es posen en evidència en alguns moments, per exemple quan es fa esment de «la seva gropa magnífica». Malgrat la diferència d'edat i de condició entre ella i el príncep, Angelica té prou intuïció per comprendre les autèntiques motivacions del príncep i sent per ell alguna cosa més que el simple reconeixement.

- Concetta Salina, filla del príncep i cosina de Tancredi, és l'antítesi d'Angelica. Apareix en principi com ingènua i plàcida però també secretament apassionada. Està enamorada de Tancredi, que es casarà amb Angelica. Aquesta unió l'entristeix però s'esforça per fer un bon paper. Aquesta actitud contrasta amb les reflexions oportunistes d'Angelica, que es demana per què les filles Salina no proven de atrapar Cavriaghi –amic de Tancredi– quan veu que Concetta no correspon a l'amor que aquest li professa. Manifesta força ànim cara a les proves i es revela més realista que els seus germans i germanes. Romandrà tota la vida empresonada en la seva reserva. Als 70 anys s'adonarà que de jove va passar d'estimar Tancredi a odiar-lo per un malentès, i que això ha estat una pèrdua de temps.

- Pare Pirrone, jesuïta. Capellà de la família Salina, a la qual és molt fidel, però dèbil, no sap dir no al príncep. Manifesta una visió clara de la situació política el maig 1860, quan comença el relat, i posa en guarda el príncep contra el fet de seguir els liberals, preveient que si la distribució dels béns de l'Església no és suficent, es desposseirà la noblesa.

- Don Ciccio Tumeo, company de caça del príncep en el moment de les seves estades a Donnafugata, és d'origen modest, però molt lligat als Borbó de Nàpols, gràcies a la generositat dels quals va poder estudiar i dels quals la seva mare rebia suport econòmic en moments de dificultat. Organista de l'església de Donnafugata, informa francament el príncep sobre els antecedents de la família Sedàra, quan Salina a petició de Tancredi ha de demanar a Sedàra la mà d'Angelica. Aquest projecte de matrimoni l'indigna, ja que segons ell representa una traïció i una rendició. Ciccio Tumeo profetitza «Això serà la fi dels Falconeri, i dels Salina!» Vota no en el moment del plebiscit que decideix la unió de Sicília al Regne de Sardenya, en definitiva la unificació italiana. Sentint els resultats anunciats per don Calogero Sedàra, l'alcalde de Donnafugata («inscrits: 515; votants: 512; sí: 512; no: zero»), comprèn que s'ha fet trampa i resta encara més enfadat amb el nou règim.

- Bendicò, el gran danès del príncep, que segons va manifestar l'autor (vegeu més avall), és un dels personatges principals, «gairebé la clau del llibre». És allà des del començament fins al final, acabant-se la novel·la amb la destrucció del seu cadàver dissecat. Representa la caiguda de l'antiga casta aristocràtica, evidenciant que la decadència és total, arriba fins al gos.

### Personatges històrics
- Giuseppe Garibaldi, mencionat nombroses vegades, però no intervé al llibre.
- Ferran II i Francesc II, el seu fill, reis de les Dues Sicílies: a la primera part el príncep Salina recorda l'última audiència que Ferran II li va concedir.
- El coronel Emilio Pallavicini, que va fer presoner Garibaldi a Aspromonte: apareix en el moment de l'escena del ball, a la sisena part.
- I també, pel que fa als esdeveniments històrics mencionats:
  - Victor-Emmanuel II
  - Napoleó III
  - Giuseppe Mazzini